# Eupoecilaema megaypsilon
Eupoecilaema megaypsilon is een hooiwagen uit de familie Cosmetidae.